# 牛奶袋里袋装牛奶
《牛奶袋里袋装牛奶》是由尼基塔·克留科夫開發的一款視覺小說。遊戲講述一個有心理創傷的少女，出門買牛奶的故事。

## 遊戲內容
《牛奶袋里袋装牛奶》是一部帶有元遊戲元素的視覺小說，遊戲中的一位少女打算出門買牛奶，她將自己想像成一部視覺小說中的角色，有一名玩家引導她行動前往便利店買牛奶。玩家以少女想像中的「玩家」視角進行遊戲，遊戲中的場景帶有猩紅色的濾鏡，部分事物變得抽象詭異。少女的思緒天馬行空，玩家需要通過選項幫助少女進行正確的行動，如指引她走入便利店，和陌生人對話並拿下貨架上的袋裝牛奶等。在少女回家的路上，分享了自己的過去，她目睹了父親跳樓自殺後的場景，導致失憶，日常需要服用藥物治療。回到家中，少女的母親詢問少女是否買回牛奶，新藥是否有效後，就讓少女回房間睡覺。

## 開發及發行
《牛奶袋里袋装牛奶》由俄羅斯獨立遊戲開發者尼基塔·克留科夫開發，2020年8月26日在Steam和itch.io上發佈。遊戲原聲帶以追加下載內容的方式於2021年4月17日發售。2022年11月11日，發行商Forever Entertainment宣佈在任天堂Switch上推出《牛奶袋里袋装牛奶和牛奶袋外袋装牛奶》，該版本包含《牛奶袋里袋装牛奶》和續作《牛奶袋外袋装牛奶》兩個遊戲。
遊戲日文版由遊戲粉絲MohiMojito翻譯，該版本獲得Steam上日文玩家的好評。任天堂Switch的日文版原採用新的翻譯，卻因翻譯品質不佳，被玩家批評是「機器翻譯」，收到反饋後，Forever Entertainment將任天堂Switch版上改回MohiMojito的翻譯版本。

## 評價
遊戲在Steam發佈後，獲得壓倒性好評。2022年7月19日，遊戲推出日文版，當月被日文遊戲媒體Game*Spark評為本週推薦獨立遊戲，日本IGN評論員藤田幸平亦將該作列入個人的2022年度十大遊戲之一。Rice Digital評論員莉莉婭·海拉爾（Lilia Hellal）稱讚該作是獨立遊戲中的精品，「令人不安復古美術和令人不適的沉悶音樂」塑造出非常獨特的風格。Lo5t在indienova上發文則表示「表现形式偏向猎奇」，體驗「恶心」，這些負面的內容在遊戲中又「似乎意料之中」。觸樂編輯刘翁婳稱描述精神障礙的遊戲大多只是流於表面，她稱讚該作採用元遊戲方式，讓玩家能慢慢理解患有精神障礙的主角想法。indienova評論員方程認為遊戲在標題就在暗示故事結構，一切本質是一個少女在腦中構建的一個故事，整個故事的對話都是少女扮演成不同角色的自說自話。

## 外部連結
- 《牛奶袋里袋装牛奶》在視覺小說數據庫的頁面 （英文）